# 榊順次郎
榊 順次郎（さかき じゅんじろう、1859年7月12日（安政6年6月13日） - 1939年11月16日）は、日本の産婦人科医。
沼津藩蘭方医・榊令輔の次男。兄は榊俶、弟は榊保三郎。1883年東京大学（のち東京帝国大学）医学部別科卒業、ドイツに留学、産科婦人科を研究し、帰国後医学博士。榊産婦人科病院を設立、日本産婆看護学校を設立し校長となる。墓所は染井霊園(1イ-5-5)。妻は陸軍獣医監・桑島景連の娘みの子、息子に医師の榊邦彦、女婿・養子に榊忠三がいる。
1892年に、脚気の原因を白米中に含まれる毒素に求めた。

## 著書
- 『脚気病ト米穀トノ原因上関係』英蘭堂 1892
- 『本邦産婦ニ適当シタル産科鉗子及挽出法』島村利助 1892
- 『有毒米ノ研究』丸善 1902

## 翻訳
- クレーデ, ヴィンケル『産婆学』編訳 樫村清徳 閲 私家版、1888-1889
- クレデー, レヲポルド『産婆学 増益刪定』編訳 私家版、1897
- マックス・ルンケ『産科精義』私家版、1898
- ツワイフェル, レヲポルド『産婆学 増益刪定』編訳 私家版、1910、1911

## 参考
- 半澤周三『光芒の序曲 榊保三郎と九大フィル』葦書房